# Phyllopezus heuteri
Phyllopezus heuteri — вид геконоподібних ящірок родини Phyllodactylidae. Ендемік Парагваю. Описаний у 2018 році. Вид названий на честь німецького біолога Хорста Хойтера.

## Опис
Тіло (не враховуючи хвоста) сягає 88 мм завдовжки. 

## Поширення і екологія
Phyllopezus heuteri мешкають в горах Кордильєра-де-лос-Альтос в парагвайському департаменті Кордильєра. Вид відомий з типової місцевості на схилах гори Серро-де-Тобаті, на висоті 428 м над рівнем моря.